# Ferrão (Futsalspieler)
Carlos Vagner Gularte Filho (* 29. Oktober 1990 in Chapecó), bekannt als Ferrão, ist ein brasilianischer Futsal-Spieler, welcher für Barcelona und die brasilianische Futsalnationalmannschaft als Pivot spielt.

## Karriere

### Verein
Ferrão begann mit Futsal in seiner Heimat Brasilien bei der Futsalabteilung des Vereins Joinville EC/Krona Joinville, der Durchbruch kam aber erst in Russland. In seiner Zeit beim MFK Tyumen wurde er Torschützenkönig der russischen Liga, bevor er im Sommer 2014 zu Barça wechselte.

### Nationalmannschaft
Er ist Nationalspieler für Brasilien und war 2010 Teil des Teams, welches auch die U20-Südamerikameisterschaften im Futsal in Kolumbien gewinnen konnte.

## Erfolge
- adidas Golden Shoe: 2021
- UEFA Futsal-Champions League: 2020
- FIFA-Futsal WM: drittplatziert: 2021
- UEFA Futsal-Champions League: zweitplatziert: 2015, 2021
- U20-Futsal-Südamerikameisterschaften: 2010
- Bester Futsalspieler: 2019, 2020[1]